# Rafael Sancho Alegre
Rafael Sancho Alegre (Casp, 1888? -) fou un anarquista aragonès, autor d'un intent frustrat d'atemptat contra el rei Alfons XIII en 1913.

## Biografia
Nasqué a Casp, fill de mare soltera que va morir de tuberculosi quan ell tenia tres anys. Fou criat pels seus oncles que vivien al carrer Mallorca de Barcelona. A Barcelona va aprendre a llegir a un ateneu anarquista, s'afeccionà a la lectura i milità en el grup anarquista La Simpatia. Va treballar de fuster i es va casar als 19 anys amb Rosa Emo simultàniament que feia el servei militar a València, però fou donat de baixa a causa dels atacs epilèptics que patia.
A començaments de 1913 abandona la seva família i es trasllada a Madrid, on contactà amb el grup anarquista Sin Patria. El 13 d'abril, al carrer del Turco (el mateix lloc on va ser assassinat Joan Prim i Prats en 1870) va intentar matar el rei Alfons XIII amb una pistola, però només va ferir el cavall i fou detingut. En els interrogatoris va declarar que «volia venjar Ferrer». El seu advocat defensor en el judici fou Eduardo Barriobero y Herrán.
En juliol de 1913 fou condemnat a mort, però segons els diaris de l'època el propi Alfons XIII va intercedir perquè la pena li fos commutada. El 3 de setembre li fou commutada per cadena perpètua. El periodista Mauro Bajatierra Morán, que havia estat detingut acusat de proporcionar-li la pistola, finalment fou absolt per falta de proves.
Fou enviat a complir la condemna al penal d'El Dueso, però el 1920 fou traslladat al penal de Santoña, fins que el 1925 fou traslladat a la presó de Figueres, En proclamar-se la Segona República Espanyola aconseguí la llibertat sota fiança i es va establir a Terrassa. Segons Abel Paz el 1939 s'havia establert a Marsella i li calculava uns 70 anys. Segons Juan Ferrer encara vivia en 1941.